# 5-та гвардійська танкова армія (СРСР)
П'ята гварді́йська та́нкова а́рмія (5 гв. ТА) — гвардійська танкова армія у складі Збройних сил СРСР з 25 лютого 1944 по червень 1945 та післявоєнний час на території Білорусь. Після закінчення війни армія була перейменована в 5-ту механізовану і виведена на територію Білорусі. Штаб розмістився в Бобруйську.

## Командування
- Командувачі:
  - генерал-лейтенант танкових військ, з жовтня 1943 генерал-полковник танкових військ, з лютого 1944 Ротмістров П. О. (22 лютого 1943 — 8 серпня 1944);
  - генерал-лейтенант танкових військ Соломатін М. Д. (серпень 1944 г.);
  - генерал-лейтенант танкових військ, з жовтня 1944 — генерал-полковник танкових військ Вольський В. Т. (серпень 1944 — березень 1945);
  - генерал-майор танкових військ Синенко М. Д. (березень 1945 — до кінця війни).